# Daniel Seiter

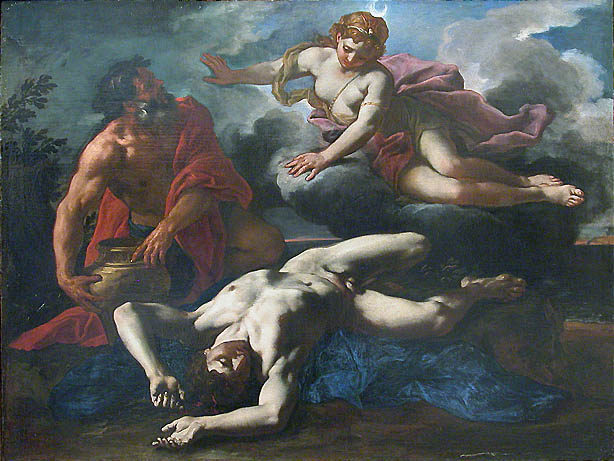
Daniel Seiter, Diana vedle mrtvého Oriona (Louver, asi 1685)

Daniel Seiter (nebo Saiter) (asi 1642 nebo 1647 Vídeň- 1705 Turín) byl italský barokní malíř.
Byl žákem Johanna Karla Lotha v Benátkách, pak se přestěhoval do Říma, aby pracoval v ateliéru
Carlo Maratta. Cestoval do Turína, kde pomáhal zdobit fresky v kupoli kaple v Ospedale Maggiore.
Také maloval v Brunšviku a Drážďanech.